# Maiski (Kushchóvskaya, Krasnodar)
Maiski (del ruso: Майский) es un jútor del raión de Kushchóvskaya del krai de Krasnodar, en Rusia. Está situado en las llanuras de Kubán-Priazov, junto a la frontera del óblast de Rostov, en la orilla izquierda del Chuburka (donde recibe el arroyo Vodinskaya), afluente del río Mókraya Chuburka, 33 km al noroeste de Kushchóvskaya y 197 km al norte de Krasnodar, la capital del krai. Tenía 76 habitantes en 2010
Pertenece al municipio Srednechuburkskoye.